# Руперт Мердок
Кит Руперт Мердок (енгл. Keith Rupert Murdoch; рођен 11. марта 1931. године у Аустралији) је аустралијско-амерички медијски магнат и директор, менаџер и један од главних акционара Њуз корпорације. Преко своје компаније Њез Корп, он је власник стотина локалних, националних и међународних издавачких кућа широм света, укључујући УК (Сан и Тајмс), Аустралију (Дејли Телеграф, Хералд Сан и Аустралијан) , у САД (Вал Стрит Џурнал и Њујорк Пост), издавач књига Харпер Колинс и телевизијски канали Скај Њуз Аустралија и Фокс Њуз (преко Фокс корпорације). Такође је био власник Скаја (до 2018), 21. Сенчури Фокса (до 2019), и сада угашених News of the World.
Након очеве смрти 1952. године, Мердок је преузео вођење часописа The News, малих новина у Аделаиди у власништву његовог оца. Педесетих и шездесетих година Мердок је купио бројне новине у Аустралији и на Новом Зеланду, пре него што се проширио у Уједињено Краљевство 1969. године, преузевши News of the World, чему је следио The Sun. Године 1974, Мердок се преселио у Њујорк, да би се проширио на америчко тржиште; међутим, задржао је интересе у Аустралији и Британији. Године 1981, Мердок је купио The Times, своје прве британске новине великог формата, и 1985. године постао је натурализовани амерички држављанин, одричући се аустралијског држављанства, како би задовољио законски услов за власништво америчке телевизијске мреже.
Године 1986, жељан да усвоји новије технологије електронског издавања, Мердок је консолидовао своје штампарске операције у Великој Британији у Лондону, изазивајући жестоке индустријске спорове. Његова холдинг компанија Њуз корпорација купила је компаније Twentieth Century Fox (1985), HarperCollins (1989), и The Wall Street Journal (2007). Мердок је формирао британску радиодифузиону компанију BSkyB 1990. године, а током 1990-их проширио се на азијске мреже и јужноамеричку телевизију. До 2000. године Мердокова Њуз корпорација поседовала је преко 800 компанија у више од 50 земаља, са нето вредношћу од преко 5 милијарди долара.
У јулу 2011. Мердок се суочио са оптужбама да су његове компаније, укључујући News of the World, у власништву Њуз корпорације, редовно хаковале телефоне славних особа, краљевске породице и јавних грађана. Мердок се суочио са полицијским и владиним истрагама подмићивања и корупције од стране британске владе и  истрага у САД. Дана 21. јула 2012, Мердок је дао оставку на место директора Њуз Интернашонала.
Многи Мердокови листови и телевизијски канали оптужени су за пристрасно и обмањујуће извештавање да би подржали његове пословне интересе и политичке савезнике, а неки су његов утицај приписали главним политичка збивањима у Великој Британији, САД и Аустралији.